# Raymond Koen
Raymond Koen (* 14. Februar 1981 in Den Helder) ist ein niederländischer Leichtathlet (800-m-Läufer). Er gehört derzeit dem AV Zaanland an und war vorher bei SV Noordkop Den Helder, AV Castricum und Team Distance Runners.

## Bestzeiten
- 100 m 11,2 Sekunden (1998)
- 200 m 22,3 Sekunden (1999)
- 400 m 49,83 Sekunden (2003)
- 800 m 1:52,41 Minuten (2005)

## Erfolge
- 6. Platz Niederländische Meisterschaften 2005 800 m
- 1. Platz Niederländische Meisterschaften 2005 4×800 m mit dem AV Zaanland
- 1. Platz Niederländische Meisterschaften 2006 4×800 m mit dem AV Zaanland
- 1. Platz Niederländische Meisterschaften 2007 4×800 m mit dem AV Zaanland

## Familie
Raymond Koen ist im 3. Grade, von Seiten des Großvaters, mit der 2004 verstorbenen niederländischen Jahrhundertathletin Fanny Blankers-Koen verwandt.
Sein Bruder Erwin Koen ist ein erfolgreicher Fußballspieler.
| Personendaten    | Personendaten                 |
| ---------------- | ----------------------------- |
| NAME             | Koen, Raymond                 |
| KURZBESCHREIBUNG | niederländischer Leichtathlet |
| GEBURTSDATUM     | 14. Februar 1981              |
| GEBURTSORT       | Den Helder                    |